# U-Bahnhof Hohenzollernplatz (München)
Der U-Bahnhof Hohenzollernplatz ist ein Bahnhof der U-Bahn München. Er befindet sich im Stadtteil Schwabing-West und wird von den Linien U2 und U8 bedient.

## Beschreibung
Der Bahnhof liegt in einer leichten Kurve in Nord-Süd-Richtung unter dem namensgebenden Hohenzollernplatz. Er wurde am 18. Oktober 1980 eröffnet und gleicht den anderen in den 1980er Jahren gebauten Bahnhöfen, da die Hintergleiswände mit graubeigen Wandpaneelen verkleidet sind. Der Boden besteht aus Isarkiesel-Kunststeinen, die Säulen wurden mit roten Paneelen gefliest und die Decke wurde mit Aluminium-Lamellen verblendet, über denen sich die Lichtbänder befinden. Vom südlichen Bahnsteigende gelangt man über ein Sperrengeschoss an die Oberfläche zur Kreuzung Teng-/Hohenzollernstraße, wo die Tramlinien 12 und 27, sowie die Metrobusse 53 und 59 verkehren. Am nördlichen Bahnsteigende gelangt man über das Sperrengeschoss zur Kreuzung Erich-Kästner-Straße/Herzogstraße.
| Linie | Linienverlauf |
| ----- | --- |
| U2    | Feldmoching – (1065 m) – Hasenbergl – (631 m) – Dülferstraße – (1112 m) – Harthof – (962 m) – Am Hart – (1010 m) – Frankfurter Ring – (657 m) – Milbertshofen – (1094 m) – Scheidplatz – (1103 m) – Hohenzollernplatz – (756 m) – Josephsplatz – (513 m) – Theresienstraße – (730 m) – Königsplatz – (583 m) – Hauptbahnhof – (905 m) – Sendlinger Tor – (746 m) – Fraunhoferstraße – (1116 m) – Kolumbusplatz – (711 m) – Silberhornstraße – (553 m) – Untersbergstraße – (654 m) – Giesing – (1280 m) – Karl-Preis-Platz – (868 m) – Innsbrucker Ring – (1576 m) – Josephsburg – (978 m) – Kreillerstraße – (1207 m) – Trudering – (959 m) – Moosfeld – (1683 m) – Messestadt West – (925 m) – Messestadt Ost |
| U8    | nur samstags: Olympiazentrum – (944 m) – Petuelring – (832 m) – Scheidplatz – (1103 m) – Hohenzollernplatz – (756 m) – Josephsplatz – (513 m) – Theresienstraße – (730 m) – Königsplatz – (583 m) – Hauptbahnhof – (905 m) – Sendlinger Tor – (746 m) – Fraunhoferstraße – (1116 m) – Kolumbusplatz – (711 m) – Silberhornstraße – (553 m) – Untersbergstraße – (654 m) – Giesing – (1280 m) – Karl-Preis-Platz – (868 m) – Innsbrucker Ring – (982 m) – Michaelibad – (1708 m) – Quiddestraße – (778 m) – Neuperlach Zentrum |